# Friedrich Jeckeln
Friedrich August Jeckeln (Hornberg, 2 februari 1895 - Riga, 3 februari 1946) was een Duitse SS-Obergruppenführer (luitenant-generaal). Hij was generaal in de Waffen-SS en bij de politie. Als Höherer SS- und Polizeiführer was hij verantwoordelijk voor de massamoorden bij Kamjanets-Podilsky, Babi Jar en het getto van Riga. Hij werd in 1946 als oorlogsmisdadiger terechtgesteld.

## Jeugd en Eerste Wereldoorlog
Jeckeln was de zoon van een fabriekseigenaar. Hij volgde het hoger onderwijs en één semester op de Polytechnische school in Köthen. Op 1 oktober 1913 trad hij in dienst van het Deutsches Heer bij het 5. Badische Feldartillerie-Regiment Nr. 76 in Freiburg im Breisgau. Na het uitbreken van de Eerste Wereldoorlog nam hij met zijn regiment deel aan gevechten aan het westfront. In maart 1915 werd hij tot Leutnant der Reserve bevorderd. Jeckeln werd overgeplaatst naar het fuseliersregiment Fürst Karl-Anton von Hohenzollern Nr. 40 (het Hohenzollernsches). Tijdens de loopgravenoorlog in Champagne raakte hij in 1916 zwaargewond. Hij vroeg overplaatsing aan naar de Luftstreitkräfte en werd tot het einde van de oorlog ingezet bij de Flieger-Ersatz-Abteilung 5. Op 20 januari 1919 verliet hij de militaire dienst.

## Interbellum
Van 1919 tot 1925 werkte Jeckeln als rentmeester in de buurt van Danzig. Daarna was hij werkloos. Van 1922 tot 1924 was hij lid van de Jungdeutscher Orden. Ook was hij lid van het Vrijkorps.

### Politieke carrière
Aanvankelijk was Jeckeln lid van de Duitse Nationale Volkspartij (DNVP). Op 1 oktober 1929 werd hij lid van de Nationaalsocialistische Duitse Arbeiderspartij (NSDAP), waar hij als woordvoerder en organisator werkzaam was. In 1932 werd hij lid van de Rijksdag. Na de Machtergreifung bleef hij lid van de Rijksdag, al had die toen geen politieke betekenis meer.
In december 1929 stelde Jeckeln zijn toelatingsverzoek tot de SS op. Zijn toelating volgde in januari 1930, het begin van een bliksemcarrière.
Al op 15 maart 1930 werd Jeckeln tot SS-Sturmbannführer bevorderd. Van maart tot juni 1931 leidde hij de I. Sturmbann der 12. SS-Standarte. Op 22 juni 1931 werd hij tot SS-Standartenführer bevorderd. Toen hij op 20 september van dat jaar de 12. SS-Standarte verliet, volgde zijn bevordering tot Oberführer. Vanaf september 1931 leidde Jeckeln SS-District IV (Hannover en Sleeswijk-Holstein). Na zijn bevordering tot SS-Gruppenführer op 4 januari 1933 werd hij opperbevelhebber van District IV en kwam daar de leiding over de groep Süd bij. Toen hij op 13 september 1936 de leiding van het SS-hoofddistrict Nordwest overnam, volgde de bevordering tot SS-Obergruppenführer.
In november 1938 was Jeckeln in de steden Braunschweig en Hannover betrokken bij de organisatie van de Kristallnacht.

### Politiechef van de Vrijstaat Brunswijk
Op 20 juni 1930 werd Jeckeln door de NSDAP-minister-president van de Vrijstaat Brunswijk, Dietrich Klagges, tot leider van de Gestapo en de Landespolizei en tot commandant van de Schutzpolizei benoemd. Klagges beoogde hiermee een betere relatie tussen de politie en de SS te waarborgen.
In 1932 was Jeckeln verantwoordelijk voor de bomaanslag op het huis van SPD-burgemeester Ernst Böhme. Böhme bleef bij deze aanslag ongedeerd.
Jeckeln was samen met partijgenoot Friedrich Alpers, de Brunswijkse minister van Financiën en Justitie, medeverantwoordelijk voor de Riesebergmoorden in de zomer van 1933. Hoofdverantwoordelijke was minister-president Klagges. Daarbovenop gaf Jeckeln het bevel voor de moord op een afvallige SS'er in Brunswijk.

## Tweede Wereldoorlog

### Medeorganisator van de Holocaust

#### Kamjanets-Podilsky
Tussen juni 1938 en juli 1940 functioneerde Jeckeln als Höherer SS- und Polizeiführer (HSSPF) Midden in Brunswijk. Daarna was hij tot juni 1941 HSSPF West in Düsseldorf.
In mei 1940 nam hij als bataljonscommandant in de SS-divisie Totenkopf (I. Sturmbann des 2. SS-Totenkopf-Infanterie-Regiment) deel aan de Slag om Frankrijk. In maart 1941 was hij te gast bij de opening van het racistische Institut Erforschung der Judenfrage in Frankfurt am Main.
Na de Duitse aanval op de Sovjet-Unie in juni 1941 werd hij tot HSSPF Zuid-Rusland benoemd. De onder zijn bevel gestelde SS- en politie-eenheden pleegden in het kader van 'stofkamacties' al snel massamoorden onder de Joodse bevolking van West-Oekraïne. Als onderdeel van de inrichting van het Rijkscommissariaat Oekraïne kwam het nabij de stad Kamjanets-Podilsky tot de tot dan toe grootste massamoord op Joden tijdens de oorlog. Tussen 26 en 28 augustus 1941 werden 23.600 Joden vermoord. Ongeveer 14.000 van hen waren eerder uit Hongarije verdreven, de overige slachtoffers kwamen uit de omgeving.

#### Babi Jar, Rivne en Dnjepropetrovsk
Op 19 september 1941 werd Kiev door de Duitse troepen ingenomen. Op 27 september 1941 vond een bespreking plaats met het thema "Evacuatie van de plaatselijke Joden". Deelnemers aan deze bespreking waren onder anderen Jeckeln, SS-Brigadeführer Otto Rasch, de bevelhebber van Einsatzgruppe C, en SS-Standartenführer Paul Blobel, bevelhebber van het Sonderkommando 4a. Er werd besloten alle Joden te vermoorden.
Op 29 en 30 september 1941 werden door de Einsatzgruppen in het ravijn Babi Jar 33.771 Joden vermoord. Bij verdere executies, die tot 12 oktober 1941 duurden, werden in totaal 51.000 mensen vermoord. Ook in Rivne en Dnjepropetrovsk werden onder hoofdverantwoordelijkheid van Jeckeln massa-executies uitgevoerd.

#### Getto van Riga
Op 11 oktober 1941 werd Jeckeln tot HSSPF van Noord-Rusland en het Rijkscommissariaat Ostland (de Baltische staten en delen van Polen en Wit-Rusland) benoemd (een functie die hij tot januari 1945 zou bekleden) en werd hij naar Riga overgeplaatst. Ook vervulde hij de functie van SSPF voor Wit-Roethenië, tot deze bevoegdheid hem in oktober 1942 vanwege "het uitblijven van succes bij de bestrijding van de partizanen" werd afgenomen.
In de herfst van 1941 was er in Riga al een Joods getto, waarin zich tienduizenden Letse Joden bevonden. Naar verluidt kreeg Jeckeln van Heinrich Himmler de opdracht om het getto te ruimen, om ruimte te maken voor de uit Duitsland te deporteren Joden.

#### De massamoord van Rumbula
Jeckeln begon onmiddellijk met de planning van de "liquidaties". Als plek voor deze massamoorden werd Rumbula, een bebost gebied in de buurt van Riga, gekozen. In de ochtend van 30 november 1941 begonnen Letse en Duitse troepen met de afvoer van de Joden naar Rumbula. Op 30 november en 8 en 9 december 1941 werden er in totaal circa 27.500 personen – onder wie 21.000 vrouwen en kinderen – doodgeschoten.
De massamoorden gebeurden in het bijzijn van "bezoekers": leden van de Wehrmacht en van het Generalkommissariat die zich een persoonlijke indruk wilden verschaffen. Enkelen waren door Jeckeln uitgenodigd.
Op 30 november 1941 arriveerde het eerste transport met Duitse Joden uit Berlijn op het goederenstation Skirotava net buiten Riga. Deze Joden werden in opdracht van Jeckeln in het bos van Biķernieki omgebracht en begraven. Een telegram van Himmler waarin het doden uitdrukkelijk verboden werd, kwam met vertraging aan. Jeckeln werd scherp veroordeeld voor zijn eigenmachtigheid.
Historici verklaren dit voorval zo: "In de ogen van Jeckeln bezorgde Himmlers opdracht tot liquidatie van de Letse getto's hem tegelijk de mogelijkheid even radicaal tegen de nieuwkomers op te treden. Voor hem was er geen verschil tussen Duitse en Letse Joden. Het wordt in het midden gelaten of Jeckeln het bevel van Himmler verkeerd begrepen had, of dat hij het bewust gebruikte om de dynamiek van de vernietigingsprocessen verder te forceren. We neigen naar de laatste variant, daar de haastklus in Riga in zekere zin een kopie was van het bloedblad van Kamjanets-Podilsky, waarmee Jeckeln goede sier bij zijn meerderen gemaakt had".

### Eindfase van de oorlog
Vanaf 22 augustus 1942 leidde Jeckeln de operatie Sumpffieber, die, in de woorden van Heinrich Himmler, een "einde aan de bendeactiviteiten in Wit-Roethenië" moest maken. Er werden ongeveer 6500 manschappen ingezet met de expliciete opdracht om "alle in de moeras- en bosgebieden van het operatiegebied liggende dorpen te vernietigen". In de loop van de actie werden ook 8350 Joden, de meeste daarvan uit het getto van Baranavitsjy, vermoord. De operatie werd op 21 september op bevel van Himmler afgebroken en gold als een mislukking.
Bij deze operatie was, net als bij andere operaties, Jeckelns volledige militaire staf direct betrokken. Jeckeln hechte hieraan grote waarde; hij behoorde niet tot de berekende technocraten van het Duitse bezettingsregime, maar was een fanatieke anticommunist en antisemiet, die het nodig achtte "alle Joden van de wereld te vermoorden".
In februari en maart 1943 leidde Jeckeln in het noorden van Wit-Rusland de operatie Winterzauber. In de strijd tegen de partizanen moest deze operatie een onbevolkte strook land van 40 kilometer breed maken. Tijdens deze operatie werden door Baltische collaborateurs tienduizenden Wit-Russische burgers verbrand, doodgeschoten of weggevoerd.
Midden februari 1945, in de eindfase van de oorlog, werd Jeckeln tot bevelvoerend generaal van het V. SS-Freiwilligen-Gebirgskorps benoemd. Tijdens de slag om Halbe, eind april, werd hij door het Rode Leger tot krijgsgevangene gemaakt.

## Krijgsgevangenschap, proces en terechtstelling

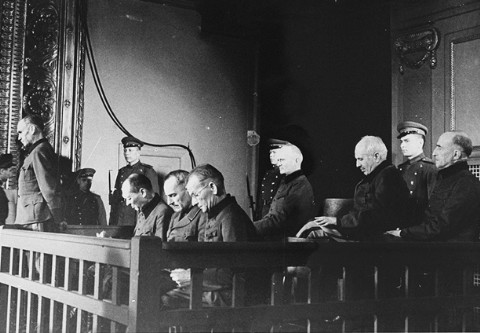
Friedrich Jeckeln (helemaal links) staat in Riga terecht voor zijn oorlogsmisdaden

Jeckeln werd samen met andere aangeklaagden in Riga door een Sovjet-Russische militaire rechtbank berecht. De behandeling van de zaak duurde van 26 januari tot 3 februari 1946. Friedrich Jeckeln werd schuldig bevonden en tot de doodstraf veroordeeld. In het bijzijn van meerdere duizenden toeschouwers werd hij nog dezelfde dag in Riga in de nabijheid van de Westelijke Dvina in het openbaar opgehangen.

## Familie[5][2]
Op 13 mei 1918 trouwde Jeckeln met Charlotte Hirsch, het echtpaar kregen 3 zonen en 1 dochter. Het huwelijk werd op 13 mei 1927 weer ontbonden. Jeckeln hertrouwde op 4 juli 1928 met Annemarie Weinss, het echtpaar kreeg 2 zonen en 2 dochters.

## Carrière
Jeckeln bekleedde verschillende rangen in zowel de Allgemeine-SS als Waffen-SS. De volgende tabel laat zien dat de bevorderingen niet synchroon liepen.
| Datum             | Deutsche Heer                                   | Allgemeine-SS        | Politie                | Waffen-SS                | Braunschweigische Staatsministerium |
| ----------------- | ----------------------------------------------- | -------------------- | ---------------------- | ------------------------ | ----------------------------------- |
| 1 oktober 1913    | Einjährig-Freiwilliger (Eenjarige vrijwilliger) | —                    | —                      | —                        | —                                   |
| Maart 1915        | Leutnant der Reserve                            | —                    | —                      | —                        | —                                   |
| 1 december 1930   | —                                               | SS-Anwärter          | —                      | —                        | —                                   |
| 5 januari 1931    | —                                               | SS-Mann              | —                      | —                        | —                                   |
| 31 maart 1931     | —                                               | SS-Sturmbannführer   | —                      | —                        | —                                   |
| 22 juni 1931      | —                                               | SS-Standartenführer  | —                      | —                        | —                                   |
| 20 september 1931 | —                                               | SS-Oberführer        | —                      | —                        | —                                   |
| 4 februari 1933   | —                                               | SS-Gruppenführer     | —                      | —                        | —                                   |
| 20 juni 1933      | —                                               | —                    | —                      | —                        | Regierungsrat                       |
| 1 oktober 1933    | —                                               | —                    | Polizeimajor           | —                        | —                                   |
| 1 november 1933   | —                                               | —                    | Polizei-Oberstleutnant | —                        | —                                   |
| 13 september 1936 | —                                               | SS-Obergruppenführer | —                      | —                        | —                                   |
| 1 april 1941      | —                                               | —                    | Generaal in de Politie | —                        | —                                   |
| 1 juli 1944       | —                                               | —                    | —                      | Generaal in de Waffen-SS | —                                   |

## Lidmaatschapsnummers
- NSDAP-nr.: 163 348[23][24](lid geworden 1 oktober 1929)[5][6][22])
- SS-nr.: 4 367[23][24](lid geworden 1 december 1930[5][22], andere bron: 15 maart 1930[4])

## Decoraties
Selectie:
- IJzeren Kruis 1914, 2e Klasse[26][5][4]
- Gouden Ereteken van de NSDAP op 30 januari 1939[23][5][4][27]
- Herhalingsgesp bij IJzeren Kruis 1939, 2e Klasse in oktober 1941[5][4]
- IJzeren Kruis 1939, 1e Klasse[23] op 12 mei 1942[5]
- Duits Kruis in goud op 19 december 1943[5]
- Ridderkruis van het IJzeren Kruis op 27 augustus 1944[23][5][28][4]
- Ridderkruis van het IJzeren Kruis met Eikenloof op 8 maart 1945[23][5][28][4]
- Kruis voor Oorlogsverdienste, 1e Klasse (27 januari 1942) en 2e Klasse (28 september 1940) met Zwaarden[5][4][29]
- Dienstonderscheiding van de SS, 2e Klasse (12 dienstjaren)[5][2]
- Dienstonderscheiding van de Politie , 3e Klasse (8 dienstjaren)[4] op 21 augustus 1940[2]